# Combretum celastroides
Combretum celastroides är en tvåhjärtbladig växtart. Combretum celastroides ingår i släktet Combretum och familjen Combretaceae.

## Underarter
Arten delas in i följande underarter:
- C. c. celastroides
- C. c. laxiflorum
- C. c. orientale